# Weltmeisterschaften im Modernen Fünfkampf 2010
Die Weltmeisterschaften im Modernen Fünfkampf 2010 fanden bei den Herren und Damen vom 1. bis 7. September in Chengdu, Volksrepublik China, statt.

## Herren

### Einzel
| Platz | Land     | Sportler          |
| ----- | -------- | ----------------- |
| 1     | Russland | Sergei Karjakin   |
| 2     | Russland | Alexander Lessun  |
| 3     | Litauen  | Justinas Kinderis |

### Mannschaft
| Platz | Land       | Sportler                                             |
| ----- | ---------- | ---------------------------------------------------- |
| 1     | Litauen    | Justinas Kinderis Tomas Makarovas Edvinas Krungolcas |
| 2     | Tschechien | David Svoboda Michal Sedlecký Ondřej Polívka         |
| 3     | Ungarn     | Ádám Marosi Róbert Németh Róbert Kasza               |

### Staffel
| Platz | Land     | Sportler                                           |
| ----- | -------- | -------------------------------------------------- |
| 1     | Belarus  | Mikhail Mitsyk Dsmitryj Meljach Michail Prokopenko |
| 2     | Südkorea | Nam Dong-hun Kim Soeng-jin Jung Hwon-ho            |
| 3     | Russland | Alexander Lessun Andrei Moissejew Ilja Frolow      |

## Mixed
| Platz | Land    | Sportler                                      |
| ----- | ------- | --------------------------------------------- |
| 1     | Polen   | Sylwia Czwojdzińska Remigiusz Golis           |
| 2     | Ukraine | Wiktorija Tereschtschuk Pawlo Tymoschtschenko |
| 3     | Litauen | Donata Rimšaitė Justinas Kinderis             |

## Damen

### Einzel
| Platz | Land        | Sportlerin      |
| ----- | ----------- | --------------- |
| 1     | Frankreich  | Amélie Cazé     |
| 2     | Litauen     | Donata Rimšaitė |
| 3     | Deutschland | Lena Schöneborn |

### Mannschaft
| Platz | Land                   | Sportlerinnen                                |
| ----- | ---------------------- | -------------------------------------------- |
| 1     | Frankreich             | Amélie Cazé Elfie Arnaud Anaïs Eudes         |
| 2     | Vereinigtes Königreich | Heather Fell Freyja Prentice Samantha Murray |
| 3     | Deutschland            | Annika Schleu Lena Schöneborn Eva Trautmann  |

### Staffel
| Platz | Land                | Sportlerinnen                                                         |
| ----- | ------------------- | --------------------------------------------------------------------- |
| 1     | Russland            | Polina Strutschkowa Jewdokija Gretschischnikowa Jekaterina Churaskina |
| 2     | Frankreich          | Amelie Caze Elfie Arnaud Élodie Clouvel                               |
| 3     | Volksrepublik China | Chen Qian Miao Yihua Zhang Ye                                         |

## Medaillenspiegel
| Platz | Land                   | Goldmedaille | Silbermedaille | Bronzemedaille |
| 1     | Russland               | 2            | 1              | 1              |
| 2     | Frankreich             | 2            | 1              | –              |
| 3     | Litauen                | 1            | 1              | 2              |
| 4     | Belarus                | 1            | –              | –              |
| 4     | Polen                  | 1            | –              | –              |
| 6     | Vereinigtes Königreich | –            | 1              | –              |
| 6     | Tschechien             | –            | 1              | –              |
| 6     | Südkorea               | –            | 1              | –              |
| 6     | Ukraine                | –            | 1              | –              |
| 10    | Deutschland            | –            | –              | 2              |
| 11    | Ungarn                 | –            | –              | 1              |
| 11    | Volksrepublik China    | –            | –              | 1              |